# Championnat de Grande-Bretagne de Formule 4
Le championnat de Grande-Bretagne de Formule 4 (anciennement MSA Formula) est un championnat de course automobile utilisant des monoplaces de la catégorie Formule 4. Il est organisé par Motor Sports Association (MSA), et se déroule en support du Championnat britannique des voitures de tourisme (BTCC).

## Histoire
Un championnat de Grande-Bretagne de Formule 4 organisé par le British Racing Drivers' Club (BRDC) existe entre 2013 et 2015, avant de devenir le championnat de Grande-Bretagne de Formule 3 BRDC en 2016.
En parallèle, la Fédération internationale de l'automobile (FIA) annonce en 2013 une grande réorganisation des championnats de formules de promotions et notamment de la Formule 4. Motor Sports Association crée en 2015 son propre championnat de Formule 4, certifié par la FIA. Ce championnat est le successeur de l'ancien Championnat de Grande-Bretagne de Formule Ford, disparu fin 2014. Le nom de Championnat de Grande-Bretagne de Formule 4 étant déjà utilisé par le BRDC, le championnat s'appelle MSA Formula en 2015. Après la transformation du championnat de F4 BRDC en F3 BRDC fin 2015, MSA renomme son championnat en Championnat de Grande-Bretagne de Formule 4 à partir de la saison 2016.
Le championnat BRDC utilisait des Tatuus-Alfa Romeo, tandis que le championnat MSA utilise des châssis Mygale, propulsés par des moteurs Ford EcoBoost. Les voitures sont équipées de pneumatiques Hankook.

## Palmarès

### Championnat BRDC (2013-2015)
| Année | Champion       | Équipe du champion | Champion autre catégorie                                                                         |
| ----- | -------------- | ------------------ | ------------------------------------------------------------------------------------------------ |
| 2013  | Jake Hughes    | Lanan Racing       | Jack Cavill Pole Position Cup : Jake Hughes Hiver : Matthew Graham Who Zooms Award : Gosia Rdest |
| 2014  | George Russell | Lanan Racing       | Jack Cavill Pole Position Cup : George Russell Hiver : Will Palmer                               |
| 2015  | Will Palmer    | HHC Motorsport     | Automne : Ben Barnicoat                                                                          |

### Championnat FIA (depuis 2015)
| Année | Champion          | Équipe du champion | Équipes                      | Champion autre catégorie                          |
| ----- | ----------------- | ------------------ | ---------------------------- | ------------------------------------------------- |
| 2015  | Lando Norris      | Carlin Motorsport  | Carlin Motorsport            | Rookie Cup : Enaam Ahmed Nations Cup : États-Unis |
| 2016  | Max Fewtrell      | Carlin Motorsport  | Carlin Motorsport            | Rookie Cup : Alex Quinn                           |
| 2017  | Jamie Caroline    | Carlin Motorsport  | Carlin Motorsport            | Ford F4 Challenge Cup : Hampus Ericsson           |
| 2018  | Kiern Jewiss      | Double R Racing    | TRS Arden Junior Racing Team | Rookie Cup : Jack Doohan                          |
| 2019  | Zane Maloney      | Carlin Motorsport  | Double R Racing              | Rookie Cup : Zane Maloney                         |
| 2020  | Luke Browning     | Fortec Motorsport  | Carlin Motorsport            | Rookie Cup : Christian Mansell                    |
| 2021  | Matthew Rees      | JHR Developments   | JHR Developments             | Rookie Cup : Matthew Rees                         |
| 2022  | Alex Dunne        | Hitech Grand Prix  | Carlin Motorsport            | Rookie Cup : Ugo Ugochukwu                        |
| 2023  | Louis Sharp       | Rodin Carlin       | Rodin Carlin                 | Rookie Cup : Gustav Jonsson                       |
| 2024  | Deagen Fairclough | Hitech Pulse-Eight | Hitech Pulse-Eight           | Rookie Cup : Martin Molnár                        |